# Parotocinclus polyochrus
Parotocinclus polyochrus är en fiskart som beskrevs av Schaefer, 1988. Parotocinclus polyochrus ingår i släktet Parotocinclus och familjen Loricariidae. Inga underarter finns listade i Catalogue of Life.